# Anthaxia embrikstrandella
Anthaxia embrikstrandella är en skalbaggsart som beskrevs av Jan Obenberger 1936. Anthaxia embrikstrandella ingår i släktet Anthaxia och familjen praktbaggar. Inga underarter finns listade i Catalogue of Life.